# 陳鑑 (成化進士)
陳鑑（1447年—？），字德熙，福建福州府福清縣人，民籍。明朝政治人物。進士出身。

## 生平
成化元年，福建乙酉乡试中舉。成化五年，登己丑科會試中進士，擔任户部主事。

## 家族
曾祖父陳賢。祖父陳原生。父亲陳晟。